# Война за шампанское наследство
Война за шампанское наследство (фр. Guerre de succession de Champagne) — вооружённый конфликт, начавшийся в 1216 году из-за вопроса о престолонаследии в графстве Шампань. Война продлилась два года, но юридически она закончилась в 1222 году после наступления совершеннолетия графа Тибо IV и отказа его соперников от притязаний.

## Предыстория
В 1190 году граф Шампани Генрих II отправился в Третий крестовый поход вместе со своими дядьями — королём Франции Филиппом II и королём Англии Ричардом I. Он заставил баронов Шампани пообещать принести оммаж своему брату Тибо III, если сам он погибет в крестовом походе.
На Святой земле Генрих был коронован королем Иерусалима и — чтобы укрепить свою легитимность — женился во второй раз на второй жене и вдове Конрада Монферратского Изабелле Иерусалимской, несмотря на то, что её первый муж Онфруа IV де Торон (с которым она была вынуждена развестись) был ещё жив. У Генриха и Изабеллы было три дочери и ни одного выжившего сына, и поэтому, когда Генрих II умер в 1197 году, графство унаследовал Тибо III. К моменту своей внезапной смерти в 1201 г. он оставил вдову Бланку Наваррскую, родившую их сына Тибо.
В 1215 году третья дочь Генриха II Филиппа Шампанская вышла замуж за бывшего в Святой земле шампанского дворянина и двоюродного брата бывшего короля Иерусалима Иоанна де Бриенна Эрару де Бриенну-Рамрю, выдвинувшего претензии на графство.
Бланка Наваррская оказалась эффективным регентом, посвятив имевшееся время обеспечению правового статуса своего сына Тибо IV как законного наследника. В первые несколько лет она укрепила графскую власть за счёт ухода многих неблагонадёжных сеньоров и рыцарей графства в Четвёртый крестовый поход. Королева-мать Адель Шампанская, бывшая тётей Тибо III, также взяла Бланку под свое крыло, давая ей важные советы вплоть до своей смерти в 1206 году.
К 1216 году Эрар сплотил большинство местных баронов графства против Бланки, в то время как она заключила союзы как с Филиппом II и папой Иннокентием III, лишив соперника юридической поддержки своих притязаний. С самого начала конфликта папа Иннокентий III начал отлучать мятежных баронов от церкви, в то время как 13-летний Тибо доблестно проявил себя в битве при Бувине на стороне Франции, обеспечив поддержку Филиппа II (над которой Бланка работала 10 лет).

## Ход событий

### Первые шаги (1216)
Эрар и Филиппа высадились во Франции в январе 1216 года, по пути в Ле-Пюи-ан-Веле он был арестован агентами короля Франции, но ему удалось бежать и добраться до Шампани. Эрар и его сторонники заняли позиции в Нуайе, который Бланка осадила в апреле. В том же месяце Эрар заключил перемирие и передал дело на рассмотрение Филиппу II.
В июле король рассмотрел иск в Мелене, вынеся решение в пользу Бланки на основании предоставленных ею доказательств:
- бароны поклялись поддержать Тибо III, если Генрих II не вернется из Святой земли, Бланка предоставила множество патентных грамот с их обещанием;
- Теобальд III принес присягу королю в 1198 году, Бланка выразила оммаж королю в 1201 году, а сам Тибо IV в 1214 году принес новаторскую «предварительный оммаж».

Филипп II распорядился, чтобы бароны дождались совершеннолетия Тибо IV и вступления его в права графа в мае 1222 г, когда ему исполнился 21 год. Филипп II приказал Эрару и баронам скрепить печатью подтверждающие решение суда и обещающие соблюдать перемирие грамоты.

### Восстание (1217)
Как только Эрар вернулся в свои владения в Шампани, он и его сторонники быстро нарушили перемирие и подняли оружие против Бланки. Весной 1217 года война разгорелась по-настоящему, на сторону Эрара перешли поддерживавшие ранее Филиппу бароны, а также герцог Лотарингии Тибо I, его шурин Миль VI де Нуайе, и племянник Андре де Пуги, бывший сеньором де Мароль-сюр-Сен и де Сен-Валерьен.
Большая часть боевых действий была сосредоточена в юго-восточной Шампани, поскольку войска Бланки продвигались на восток от её столицы Труа на реке Сена к крепостям повстанцев на реке Об (владения Эрара в Рамрю были к северу от Труа) и далее на восток на реке Марна (Жуанвиль и Лангр). Двумя самыми опасными врагами Бланки был Симон де Жуанвиль и его брат Гильом, которые нарушили заключенные с Бланкой в 1214 году договора и перешли на сторону Эрара. Симон был личным сенешалем Бланки (хотя он получил эту должность по наследству, а не по назначению), Гильом был епископом Лангра на юго-востоке Шампани, а также управлял графством Бар-сюр-Об.
Помимо различных осад, в начале боевых действий мятежники нападали на направлявшиеся на ярмарки Шампани в Труа и Бар-сюр-Об караваны. Однако вскоре было решено не уничтожать важный источник дохода региона, и в последние годы войны Эрар соглашался на перемирия, длившиеся неделями или месяцами, чтобы ярмарки проходили беспрепятственно. Взамен она должна была выплатить Эрару значительную часть доходов от уплаты налогов, взимаемых с торговых ярмарок.

### Окончание
Восстание оставалось локальным, хотя к весне 1218 года в него на стороне Бланки вмешались король Франции Филипп II, герцог Бургундии Эд III, а также император Священной Римской империи Фридрих II. Герцог Лотарингии Тибо I в ходе минувшей борьбы между императором Оттоном IV и Фридрихом II выступал на стороне первого.
Бывший сюзереном Лотарингии Фридрих II в отместку за поддержку Тибо противоположного претендента на графство Шампань занял город Росайм, который он подарил его отцу Ферри II. Тибо I в 1218 г. отбил город, а затем опустошил Эльзас. Но позже Росайм был утрачен в ходе разразившегося восстания.
По прошествии двух лет папские отлучения и интердикты также взяли свое, изолировав мятежных баронов. Прелаты церкви в Шампани помогали Бланке по приказу папы Иннокентия III, за исключением епископа Лангрского Гильома де Жуанвиля, который проигнорировал требование отлучить от церкви своего родного брата Симона де Жуанвиля.
Войска Бланки опустошили земли Симона де Жуанвиля, которого вынудили капитулировать: его замки были захвачены, его старший сын Жоффруа был взят в заложники, а Симон был вынужден передать свой родовой замок в Жуанвиле своему брату Гильому в качестве гарантии соблюдения условий капитуляции.
Вступление Бургундии и Бара в войну стало переломным моментом в борьбе против мятежников. С помощью герцога Бургундии Эдо III и графа Бара Генриха II графиня-регентша в 1218 году сожгла столицу Лотарингии Нанси, затем присоединилась к Фридриху II и осадила замок Аманс. Тибо I сдал Аманс в конце мая 1218 года и 1 июня поддержал Бланку, после чего восстание в основном прекратилось, и мятежные бароны начали заключать мирные соглашения.